# Nemško fizikalno društvo
Nemško fizikalno društvo (nemško Deutsche Physikalische Gesellschaft, okrajšava DPG) je najstarejša organizacija fizikov, ustanovljena 14. januarja 1845. Leta 2021 je v svetovnem merilu imelo 53.264 članov, zaradi česar je največje fizikalno društvo na svetu. Vsako leto pripravi konferenco (Jahrestagung) in več pomladnih konferenc (Frühjahrstagungen), ki se dogodijo na različnih mestih in skupaj s temami dane sekcije DPG. DPG pokriva področja čiste in uporabne fizike. Glavni cilji so boljše združevanje njegovih članov in vseh fizikov, ki živijo v Nemčiji, predstavljanje njihove celote navzven in tudi negovanje izmenjave zamisli med njegovimi člani in tujimi kolegi. DFG povezuje sebe in svoje člane v zagovarjanju svobode, strpnosti, verodostojnosti in dostojanstva v znanosti in zavedanja dejstva, da so ljudje, ki delujejo v znanosti, v visokem obsegu še posebej odgovorni za izoblikovanost celotne človeške dejavnosti.